# Sultanat de Shuragel
El sultanat de Shuragel fou un petit estat de Pèrsia, dependent del kan d'Erevan. El títol de sultà era un grau mitja entre el més alt de kan i el inferior de beg que portaven els caps militars i governadors locals. La zona ocupava la part oriental de l'antiga regió del Xirak (Kars i Aní). Incloïa la importat ciutat de Gyumri. Era un districte poblat per kurds regit per caps de la família dels Khatun oghullari.
El sultanat de Shuragel fou ocupat pels russos el 1805. El 25 d'octubre de 1805 el sultà Budak o Budag, que estava empresonat a Erevan, va acceptar la sobirania russa.